# Björn Baum
Björn Baum (* 17. April 1982) ist ein deutscher Tischtennisspieler.

## Karriere
Als Sohn des früheren Zweitligaspielers Arthur Baum begann Björn mit sechs Jahren mit dem Tischtennissport. Er schloss sich zunächst dem Verein TSV Flörsheim-Dalsheim und 1991 dem TTV Nierstein an. 1994 wechselte er zum TTC Lampertheim, mit dem er in der Regionalliga spielte. 1995/96 gewann er hier alle Spiele. Ab 1996 verstärkte er den TTC Staffel in der 2. Bundesliga. Nach einem Zwischenspiel 1998/99 beim TTC Rhön-Sprudel Fulda-Maberzell kam er zum TTC Elz (2000/01).
Nach weiteren Stationen u. a. über den 1. FSV Mainz 05 (ab 2001) und den TV Leiselheim spielte er von 2005 bis 2007 Jahre beim TV Seckenheim in der 2. Bundesliga. Nach einem Ausflug in die Regionalliga zum TTC Weinheim wechselte er 2009 zum ASV Grünwettersbach (2. BL). Ein Jahr später kehrte er zum TTC Weinheim zurück.
Sein jüngerer Bruder Patrick Baum ist ebenfalls ein erfolgreicher Tischtennisspieler.

## Erfolge
- Erwachsene
  - Dritter der Deutschen Meisterschaften im Herren-Doppel: 2008 (mit Sebastian Borchardt)
  - Rheinhessenmeister im Herren-Einzel: 2003
  - Baden-Württembergischer Meister im Herren-Einzel: 2007
  - Deutscher Hochschulmeister (Uni Koblenz Landau) im Einzel und Doppel (mit Dennis Müller) 2014[4]
- Jugend
  - Europameister mit der Schüler-Mannschaft: 1995
  - Vizeeuropameister im Schüler-Doppel: 1995 (mit Jens Lilienthal)
  - Deutscher Meister im Schüler-Einzel: 1996
  - Sieger im DTTB-TOP-12 Turnier 1999